# Himalayakortvleugel
De himalayakortvleugel (Brachypteryx cruralis) is een zangvogel uit de familie Muscicapidae (vliegenvangers). De vogel werd in 1843 door Edward Blyth beschreven.

## Kenmerken
De vogel is 13 cm lang. De vogel lijkt sterk op de blauwe kortvleugel en werd daarom lang als ondersoort beschouwd. Het mannetje is overwegend donkerblauw, op de buik en borst wat lichter en grijsblauw. De vogel heeft een duidelijke witte wenkbrauwstreep en daaronder is de kop rond het oog bijna zwart evenals snavel en de poten, het oog is donkerbruin. Het vrouwtje is olijfbruin, rond het oog meer roodbruin en rond het oog een lichte ring.

## Verspreiding en leefgebied
Midden-Himalaya en Myanmar tot in zuidelijk China, noordwestelijk Thailand en noordelijk Indochina. Het leefgebied bestaat uit de ondergroei van nevelwoud op hoogten tussen de 1500 en 3600 meter boven de zeespiegel in de Himalaya. Buiten het broedseizoen kan de vogel op lagere hoogten tot minimaal 300 meter boven zeeniveau worden gezien.

## Status
De himalayakortvleugel heeft een groot verspreidingsgebied en daardoor is de kans op de status  kwetsbaar (voor uitsterven) gering. De grootte van de wereldpopulatie is niet gekwantificeerd. De soort gaat in aantal achteruit. Het leefgebied krimpt en raakt versnipperd. Waarschijnlijk ligt het tempo van achteruitgang nog onder de 30% in tien jaar (minder dan 3,5% per jaar). Om deze redenen staat de vogel als niet bedreigd op de Rode Lijst van de IUCN.